# Melibe digitata
Melibe digitata is een slakkensoort uit de familie van de Tethydidae. De wetenschappelijke naam van de soort is voor het eerst geldig gepubliceerd in 2003 door Gosliner & V.G. Smith.